# Byctiscus minimus
Byctiscus minimus là một loài bọ cánh cứng trong họ Rhynchitidae. Loài này được Legalov & Liu miêu tả khoa học năm 2005.